# سونغ جاوتسو
سونغ جاوتسو (في اللغة الصينية: 宋照肃; في نظام بينيين: Sòng Zhàosù; مواليد مارس 1941 - 25 يوليو 2022) كان سياسيًا صينيًا.

## النشأة والتعليم
ولد في نانيانغ، خنان. تخرج من جامعة تشنغتشو في عام 1964 وبعد ذلك بعام انضم إلى الحزب الشيوعي الصيني. 

## الحياة المهنية
بدأ سونغ جاوتسو حياته السياسية كرئيس لدائرة التنظيم بلجنة مقاطعة زهوكو في مدينة زهوكو في أقليم خنان. في وقت لاحق، شغل منصب نائب سكرتير لجنة مقاطعة شانغشوي ثم شغل منصب قاضي التحقيق وسكرتير مقاطعة تايكانغ. بعد ذلك أصبح سكرتيرًا لكل من مقاطعتي زهوكو و تزو تشانغ بالإضافة إلى اللجنة الدائمة للمجلس الوطني لنواب الشعب واللجنة السياسية والقانونية للجنة حزب مقاطعة خنان. في عام 1988 أصبح عضوا في اللجنة الدائمة ثم عين نائبا لحاكم المقاطعة في مسقط رأسه.  ثم تم تعيين سونغ جاوتسو حاكما وخدم هناك من 1999 إلى 2001. ومن ذلك العام حتى 2003 كان سكرتير لجنة الحزب الشيوعي في قانسو. في 22 أبريل 2002، تم انتخابه أمينًا للجنة الحزب بالمقاطعة في الاجتماع العاشر للجنة الحزب الشيوعي الصيني بمقاطعة جانسو. من يناير 2003 إلى أغسطس من نفس العام، شغل منصب مدير اللجنة الدائمة لمجلس نواب مقاطعة قانسو. في أغسطس 2003، شغل منصب نائب مدير لجنة حماية البيئة والموارد التابعة لمجلس الشعب العاشر.
كما شغل منصب عضو مناوب في اللجنة المركزية الخامسة عشرة للحزب الشيوعي الصيني وكان عضوا في اللجنة المركزية السادسة عشرة. في مارس 2005، انتخب عضوا في اللجنة الدائمة للمجلس الوطني لنواب الشعب الصيني في الدورة الثالثة للمجلس الوطني العاشر لنواب الشعب. 

## الوفاة
في 25 يوليو 2022، توفي من مرض في شنغهاي، عن عمر يناهز 81 

## روابط خارجية
- سونغ تشاوسو في صحيفة الشعب اليومية